# Paratapes
Paratapes (Stoliczka, 1870) è un genere di molluschi bivalvi della famiglia Veneridae.

## Specie
Nel genere Paratapes sono contemplate solo le seguenti due specie:
- Paratapes textilis (Gmelin, 1791)
- Paratapes undulatus (Born, 1778)